# Nhĩ Chu Sưởng
Nhĩ Chu Sưởng (chữ Hán: 尔朱敞, 519 – 590), tên tự Kiền La, người Bắc Tú Dung xuyên , dân tộc Yết đã Tiên Ti hóa, thành viên gia tộc Nhĩ Chu, tướng lãnh nhà Tây Ngụy, nhà Bắc Chu, nhà Tùy trong lịch sử Trung Quốc.

## Cuộc đời và sự nghiệp

### Tuổi nhỏ gặp nạn, trốn tránh nhiều năm
Cha là Nhĩ Chu Ngạn Bá, làm đến Tư đồ, Bác Lăng vương nhà Bắc Ngụy.
Năm 532, liên quân họ Nhĩ Chu thất bại ở trận Hàn Lăng; tiếp đó, Cao Hoan và những người ủng hộ ông ta tru diệt các thành viên họ Nhĩ Chu, Sưởng còn nhỏ tuổi, theo mẹ vào trong cung. Không lâu sau, Sưởng từ lỗ khoét trốn ra, đến được phố lớn, gặp một bọn trẻ vui chơi, bèn cởi trang phục Ỷ la Kim thúy , đổi áo mà trốn. Kỵ binh đuổi theo, không nhận ra Sưởng, bắt lấy đứa trẻ mặc áo của ông. Bọn họ tra xét hồi lâu, biết là lầm thì trời đã về chiều, nên Sưởng thoát được.
Sưởng vào một thôn nọ, gặp bà lão là Trưởng Tôn thị đang ngồi trên hồ sàng (ghế xếp), bèn lạy lục cầu xin, nên bà ta thương xót, giấu trong bức vách kép. Đến năm thứ 3, triều đình Đông Ngụy truy lùng gắt gao, Trưởng Tôn thị không thể che giấu được nữa, đành yêu cầu Sưởng ra đi.
Sưởng trá xưng là đạo sĩ, đổi tên họ, ẩn tại Tung Sơn, học khắp kinh sử; trong thời gian vài năm, mọi người đều biết đến ông. Sưởng từng ngồi dưới khối đá lớn, ứa nước mắt mà than rằng: "Ngô Khởi kết cục như thế nào? Ngũ Tử Tư lẻ loi làm người ra sao?"

### Phục vụ 3 triều, công danh trọn vẹn
Sưởng lẻn vào Quan Trung, được Tây Ngụy thừa tướng Vũ Văn Thái tiếp đãi theo lễ, bái làm Đại đô đốc, Hành đài lang trung, phong Linh Thọ huyện bá, thực ấp 1500 hộ. Được thăng Thông trực tán kỵ thường thị, chuyển làm Xa kỵ đại tướng quân, Nghi đồng tam tư, tiến tước làm hầu.
Trong niên hiệu Bảo Định (561 – 565) thời Bắc Chu Vũ đế, được thăng Sứ trì tiết, Phiếu kỵ đại tướng quân, Khai phủ nghi đồng tam tư. Trong niên hiệu Thiên Hòa (566 - 571), được tăng ấp 500 hộ, từng làm Tín, Lâm, Hùng, Đồng 4 châu thứ sử, tiến tước làm công. Bắc Chu tấn công Bắc Tề, Sưởng dâng biểu xin theo, triều đình đồng ý. Sưởng đánh thành hãm trận, chỗ nào cũng phá xong, được tiến vị Thượng khai phủ. Được nhận chức Nam Quang Châu thứ sử, vào triều làm Hộ quân đại tướng quân. Hơn năm sau, chuyển làm Giao Châu thứ sử. Sưởng nhân đó đón Trưởng Tôn thị cùng em trai bà ta là Trí về nhà, tư cấp hậu hĩ.
Tùy Văn đế lên ngôi, đổi phong Biên Thành quận công. Người Man ở Kiềm An nổi dậy, Sưởng nhận mệnh đánh dẹp. Sau khi trở về, được bái làm Kim Châu tổng quản. Sau đó được chuyển làm Từ Châu tổng quản. Tại chức vài năm, được tiếng sáng suốt, nghiêm khắc, quan dân đều sợ. Sưởng lấy cớ tuổi già, dâng biểu xin Khất hài cốt, được ban xe 2 ngựa, cho quay về Hà Nội.
Năm 590, Sưởng mất ở nhà . Con là Tối được kế tự.

## Mộ chí
Mộ của Sưởng nằm tại Lạc Dương, Hà Nam. Bia mộ san khắc vào ngày 24 tháng 11 ÂL năm Khai Hoàng thứ 11 (591), văn bia có 32 hàng x 32 chữ.

## Mâu thuẫn về năm sinh
Sử cũ cho biết Sưởng trốn khỏi hoàng cung Đông Ngụy vào năm 12 tuổi. Chi tiết này gây ra mâu thuẫn, vì như thế Sưởng phải sanh ra sớm nhất là vào năm 521. Người viết dựa vào văn bia để chọn năm sinh của Sưởng là 519 (mất năm 590, hưởng thọ 72 tuổi) – vốn là sử liệu có căn cứ hơn hẳn.